# Thagria deltoides
Thagria deltoides är en insektsart som beskrevs av Nielson 1977. Thagria deltoides ingår i släktet Thagria och familjen dvärgstritar. Inga underarter finns listade i Catalogue of Life.